# Фрисеро, Жозеф
Жозеф Фрисеро (Фричеро) (фр. Joseph Fricero; 1807—1870) — французский художник.

## Биография
Родился 4 декабря 1807 года в Ницце, сын Филиппа и Мари-Марты Фрисейро, происходивших из Кайро-Монтенотте.
Обучался в мастерской Поля-Эмиля Барбери во Флоренции. Создал много произведений в Ницце, когда она была ещё рыбацким местечком.
Там же, в 1847 году, познакомился с путешествующим русским художником Г. Г. Гагариным, который заказал ему свой портрет. Результат понравился князю, и он пригласил Жозефа Фрисеро поехать с ним в Россию.
Находясь в Санкт-Петербурге, Фрисеро познакомился с Юзей (Жозефиной) Кобервейн — якобы внебрачной дочерью императора Николая I, в которую влюбился и забрал с собой при возвращении в Ниццу. Здесь они решили пожениться; Юзя письменно спросила на это разрешение от официального отца, который дал согласие. Условием императора было, чтобы брак был заключён по православному ритуалу. Венчание прошло в марсельской русской православной миссии 3 января 1849 года.
Умер Фрисеро 26 сентября 1870 года в Ницце. Похоронен, как и позднее его жена, на русском кладбище Кокад в Ницце.
В браке с Кобервейн родилось четверо сыновей: Александр (1850—1904), Николай (1853—1884), Михаил (1858—1914) и Эммануэль (1861—1880), потомки которых до сих пор живут в Ницце.
На площади Массена в Ницце, в Музее искусства и истории, имеются работы Жозефа Фрисеро.